# اچ‌ام‌اس هانیبال (۱۸۱۰)
اچ‌ام‌اس هانیبال (۱۸۱۰) (به انگلیسی: HMS Hannibal (1810)) یک کشتی بود که طول آن ۱۷۵ فوت (۵۳ متر) بود. این کشتی در سال ۱۸۱۰ ساخته شد.